# Tipula (Eumicrotipula) zeltale
Tipula (Eumicrotipula) zeltale is een tweevleugelige uit de familie langpootmuggen (Tipulidae). De soort komt voor in het Neotropisch gebied.